# Ouriço no Nevoeiro

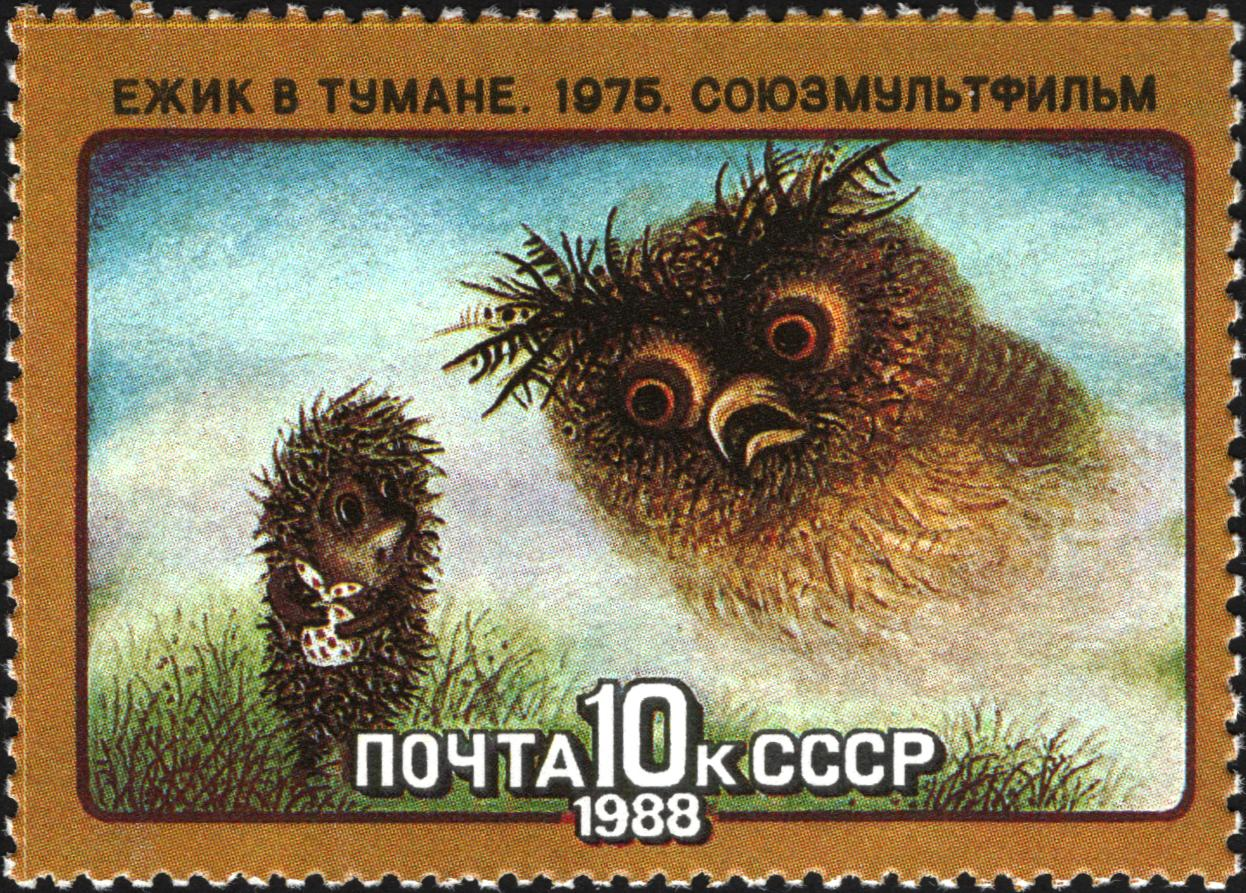

Ouriço ou Ouricinho no Nevoeiro (Ёжик в тумане (Iojik v tumane) no idioma russo) é um desenho animado soviético criado por Yuri Norstein (Sojusmultfilm, Moscovo, 1975). Conta a história de um ouriço que se perde na floresta num dia de nevoeiro quando se ia encontrar com o seu amigo urso. O filme é construído de um modo fora dos cânones convencionais. Norstein criava as suas animações usando várias camadas de vidro que se podiam mexer de modo a criar a impressão de movimento, o efeito final é algo de sensacional, evidente na curta mas bela sequência da árvore onde a tridimensionalidade torna-se mágica .
Em 2003 a obra "O Ouricinho no Nevoeiro" recebeu a palma de "melhor desenho animado de todas as épocas e povos" .